# Kőkemény PC-ség
A Kőkemény PC-ség (Super Hard PCness) a South Park című amerikai animációs sorozat 286. része (a 21. évad 9. epizódja). Elsőként 2017. november 29-én sugározták az Egyesült Államokban a Comedy Central műsorán. Magyarországon szinkronosan 2017. december 7-én szintén a Comedy Central mutatta be.
Az epizód egyszerre tárgyalja a munkahelyi szexuális zaklatásokat, a Netflix saját gyártású műsorainak előretörését, a cancel culture-t, valamint az atomháborúval fenyegetést.

## Cselekmény
A Netflix úgy dönt, hogy a saját gyártású műsorai közé felveszi Terrance és Philip új sorozatát – csakhogy a két főszereplő alaposan megöregedett. Az iskolában Cartman és Heidi összeverekednek, amit Kyle állít le, és ezért mindketten beszólnak neki, hogy úgy beszél, mint az anyja. Később PC igazgató bejelenti, hogy az elharapózó erőszak miatt szükség van egy új igazgatóhelyettesre, egy erős nőre – akit ténylegesen Erős Nőnek hívnak. Miközben PC igazgató próbál a beszéde során segítőkész lenni, Erős Nő többször is félbeszakítja és azzal vádolja, hogy nem érzi őt elég erősnek ahhoz, hogy egyedül is meg tudja oldani a dolgot. Később bemutatja őt a tanári karnak is, és miközben Erős Nőre néz, furán érzi magát (a fejében a "Hold My Hand" című szám szól a Hootie & the Blowfish-től). Mikor a többi tanár jelzi, hogy hallják a halk zenét, PC igazgató gyorsan távozik. Orvoshoz fordul a panaszával, aki elmondja, hogy talán érez valamit a nő iránt – az igazgató azt mondja, hogy sosem kezdene ki kollégával, de kénytelen rájönni, hogy ez tényleg így van.
Miközben a fiúk a Netflixen nézik az új Terrance és Philip sorozatot, Kyle kellemetlenül érzi magát, és sajnálni kezdi azokat az embereket, akiket a főhősök leszellentenek. A barátai rá se hederítenek, sőt azt mondják neki, hogy pont úgy beszél, mint az anyja. Visszanézi a show régebbi epizódjait, és ott is azt látja, hogy ez elfogadhatatlan viselkedés – ezután lenyírja a haját és eltünteti a Terrance és Philip iránti rajongása nyomait. Felkeresi Erős Nőt, és azt mondja neki, hogy szerinte az iskola erőszakos kultúráját a sorozat okozza, de az igazgatóhelyettes nem áll ki mellette, és azt mondja neki, hogy az anyja szokott így beszélni. Ezalatt PC igazgató megkérdezi Mr. Mackeytől, hogy Erős Nőnek van-e barátja, de Mackey figyelmezteti, hogy manapság ilyeneket nem illik kérdezni, a szexuális zaklatási botrányok miatt. Ezért idehív valakit a HR-ről (akikről az igazgató azt feltételezi, hogy "hűtik a romantikát"), hogy segítsen neki összeszedni magát. Ő nem más, mint Heather Modor, aki teljesen olyan, mint Mr. Mackey, és egy szerepjáték során ők ketten is egymásba szeretnek.
Kyle megalapítja a Fiatal Antikanadisták Szervezetét, akit a tévében meg is interjúvolnak, a kanadai streamingügyi miniszterrel együtt, aki azzal vádolja meg őt, hogy úgy beszél, mint egy zsidó anya, és közli, hogy ha baja van Kanadával, akkor beszéljen az elnökével. Kyle leállíttatja a sorozat forgatását a szimpatizánsaival, mire Terrance és Philip megjegyzik, hogy nem hitték, hogy ez újra megtörténik. A kanadai streamingügyi miniszter felkeresi Garrison elnököt és követeli, hogy tegyen valamit a fiatalok ellen. Összeszólalkoznak, aminek az lesz a vége, hogy Garrison háborúra készül. Az iskolában megszólal a katonai riadó és megjelenik a Nemzeti Gárda is. Garrison felhívja Kyle-t és arra kéri őt, hogy álljanak le, de Kyle közli, hogy nem, mert egy olyan világot akar, ahol senki sem a másik kárára nevet, ahol nem gúnyolják azt, aki segítene, és ebben a kanadaiak gátolják meg a világot – tehát el kell őket törölni örökre. Miközben zajlik az iskolában a diákok biztonságba helyezése, PC igazgató és Erős Nő át kell hogy menjenek egy ajtón, aminek egyszerre fogják meg a kilincsét, és mindkettejük fejében elkezd szólni a zene. Garrison elnök, aki félreértelmezi Kyle szándékait, atombombát dobat Torontóra, amit a fiú döbbenettel néz.

## Fordítás
- Ez a szócikk részben vagy egészben  a   Super Hard PCness című angol Wikipédia-szócikk ezen változatának fordításán alapul.  Az eredeti cikk szerkesztőit annak laptörténete sorolja fel. Ez a jelzés csupán a megfogalmazás eredetét és a szerzői jogokat jelzi, nem szolgál a cikkben szereplő információk forrásmegjelöléseként.